# Empis gooti
Empis gooti är en tvåvingeart som beskrevs av Chvala 1994. Empis gooti ingår i släktet Empis och familjen dansflugor.
Artens utbredningsområde är Slovakien. Arten är reproducerande i Sverige. Inga underarter finns listade i Catalogue of Life.